# Распределение Рэлея
Распределение Рэлея — распределение вероятностей случайной величины {\displaystyle Z={\sqrt {{{X}^{2}}+{{Y}^{2}}}}}, где {\displaystyle {X}} и {\displaystyle {Y}} — независимые гауссовские случайные величины, имеющие нулевые математические ожидания и одинаковые дисперсии {\displaystyle {{\sigma }^{2}}}. Плотность вероятности распределения Рэлея имеет вид:   
{\displaystyle f(z)={\frac {z}{\sigma ^{2}}}\exp \left(-{\frac {z^{2}}{2\sigma ^{2}}}\right),z\geqslant 0,\sigma >0,}
где {\displaystyle \displaystyle \sigma } — параметр масштаба. Соответствующая функция распределения имеет вид
{\displaystyle F(z)={\mathsf {P}}(Z<z)=\int \limits _{0}^{z}f(\xi )\,d\xi =1-\exp \left(-{\frac {z^{2}}{2\sigma ^{2}}}\right),z\geqslant 0.}
Введено впервые в 1880 году Джоном Уильямом Стреттом (лордом Рэлеем) в связи с задачей сложения гармонических колебаний со случайными фазами.

## Применение
- В задачах о пристрелке пушек. Если отклонения от цели для двух взаимно перпендикулярных направлений нормально распределены и некоррелированы, координаты цели совпадают с началом координат, то, обозначив разброс по осям как {\displaystyle X} и {\displaystyle Y}, получим выражение для величины промаха в виде {\displaystyle R={\sqrt {{{X}^{2}}+{{Y}^{2}}}}}. В этом случае величина {\displaystyle R} имеет распределение Рэлея.
- В радиотехнике для описания амплитудных флуктуаций радиосигнала.

## Связь с другими распределениями
- Если независимые гауссовские случайные величины {\displaystyle {X}} и {\displaystyle {Y}} имеют ненулевые математические ожидания, в общем случае неравные, то распределение Рэлея переходит в распределение Райса.
- Плотность распределения квадрата рэлеевской величины с {\displaystyle {\sigma =1}} имеет распределение хи-квадрат с двумя степенями свободы.